# Byrd Stadium
Pour les articles homonymes, voir Byrd.
 (mai 2018).
Si vous disposez d'ouvrages ou d'articles de référence ou si vous connaissez des sites web de qualité traitant du thème abordé ici, merci de compléter l'article en donnant les références utiles à sa vérifiabilité et en les liant à la section « Notes et références ».
Le Maryland Stadium, anciennement Byrd Stadium, est un stade de football américain de 51 802 places situé sur le campus de l'Université du Maryland à College Park (Maryland). L'équipe de football américain universitaire des Terrapins du Maryland évolue dans cette enceinte inaugurée en 1950. Ce stade est la propriété de l'Université du Maryland.
Le stade initial fut édifié pour un coût d'un million de dollars en 1950 en comptait 34 680 places. La capacité fut ensuite portée à 54 000 places grâce à des tribunes provisoires supplémentaires. De 1991 à 2002, une série de travaux modernise l'enceinte, l'équipant notamment de loges et d'un écran vidéo géant. La capacité est alors fixée à 51 500 places.
La franchise USFL des Baltimore Stars utilisa ce stade en 1985 pour ses matches à domicile.